# Ann-Christin Zacharias
Ann-Christin Zacharias (* 7. März 1975 in Hamburg) ist eine ehemalige deutsche Basketballspielerin.

## Laufbahn
Zacharias spielte beim Eidelstedter SV. In der Saison 1999/2000 stieg sie mit dem SC Rist Wedel in die 1. Damen-Basketball-Bundesliga auf. Sie zählte wie auch ihre Schwester Maj-Britt Zacharias in der höchsten deutschen Spielklasse zum Wedeler Aufgebot und erreichte mit der Mannschaft im Frühjahr 2001 das Endspiel um den DBB-Pokal, verlor dieses aber gegen Wuppertal. Im Spieljahr 2001/02 trat Zacharias mit Wedel auch im europäischen Vereinswettbewerb Ronchetti Cup beziehungsweise in der Saison 2002/03 im FIBA Europe Cup an. Sie gehörte bis 2003 zum Wedeler Erstligakader, anschließend verstärkte die Flügel- und Innenspielerin den Zweitligisten BG Hamburg West. Beruflich wurde Zacharias als Ökotrophologin tätig.